# În pielea lui John Malkovich
În pielea lui John Malkovich (titlu original: Being John Malkovich) este un film american din 1999 regizat de Spike Jonze. Rolurile principale au fost interpretate de actorii Cameron Diaz, John Cusack. Filmul spune povestea unui păpușar care găsește un portal care duce în mintea lui Malkovich.
Lansat de USA Films, filmul a fost nominalizat la trei categorii la a 72-a ediție a premiilor Oscar: cel mai bun regizor pentru Jonze, cel mai bun scenariu original pentru Kaufman și cea mai bună actriță în rol secundar pentru Keener.

## Distribuție
- John Cusack - Craig Schwartz
- Catherine Keener - Maxine Lund
- Cameron Diaz - Lotte Schwartz
- John Malkovich - John Horatio Malkovich
- Orson Bean - Dr. Lester
- Mary Kay Place - Floris
- Charlie Sheen - Charlie Sheen
- Sean Penn - Sean Penn

## Coloana sonoră

### Lista pieselor
Toate melodiile sunt scrise și compuse de Carter Burwell, cu excepția cazurilor când se specifică altceva. 
| Nr. | Titlu                                                                               | Lungime |  |
| 1.  | „Amphibian” (Mark Bell Mix, scris de Björk)                                         | 2:47    |  |
| 2.  | „Malkovich Masterpiece Remix” (Written by Spike Jonze, performed by John Malkovich) | 2:22    |  |
| 3.  | „Puppet Love”                                                                       | 2:02    |  |
| 4.  | „Momentary Introspection”                                                           | 1:07    |  |
| 5.  | „You Should Know”                                                                   | 0:34    |  |
| 6.  | „Craig Plots”                                                                       | 3:40    |  |
| 7.  | „Malkovich Shrine”                                                                  | 0:45    |  |
| 8.  | „Embarcation”                                                                       | 1:46    |  |
| 9.  | „Subcon Chase”                                                                      | 2:03    |  |
| 10. | „The Truth”                                                                         | 1:21    |  |
| 11. | „Love on the Phone”                                                                 | 0:46    |  |
| 12. | „To Lester's”                                                                       | 0:26    |  |
| 13. | „Maxine Kidnapped”                                                                  | 1:15    |  |
| 14. | „To Be John M”                                                                      | 1:59    |  |
| 15. | „Craig's Overture”                                                                  | 1:00    |  |
| 16. | „Allegro from Music for Strings, Percussion and Celesta, SZ106” (Béla Bartók)       | 7:21    |  |
| 17. | „Carter Explains Scene 71 to the Orchestra”                                         | 0:29    |  |
| 18. | „Lotte Makes Love”                                                                  | 1:28    |  |
| 19. | „Monkey Memories”                                                                   | 1:32    |  |
| 20. | „Future Vessel”                                                                     | 3:40    |  |
| 21. | „Amphibian” (Film Mix, scris de Björk)                                              | 4:37    |  |

## Primire
În pielea lui John Malkovich a avut parte de recenzii favorabile din partea criticilor de film, având un rating de 93% ("Certified Fresh") pe web-site-ul Rotten Tomatoes și a fost pe locul 441 al listei celor mai bune 500 de filme din 2008, listă creată de revista Empire. Filmul a fost foarte lăudat pentru originalitatea sa, atât pentru scenariul lui  Kaufman cât și pentru munca de regizor a lui Jonze.
Interpretarea propriului rol a lui John Malkovich în În pielea lui John Malkovich este clasificată pe locul 90 în Premiere Magazine's '100 Greatest Movie Characters of All Time'.
Liste American Film Institute
- 100 de ani...100 de filme (a 10-a aniversare) — Nominalizare[5]
- AFI 10 top 10 — Nominalizare Film Fantastic[6]